# Przyjdź i zgiń
Przyjdź i zgiń (ang.The clocks) – powieść napisana przez Agathę Christie w roku 1963.

## Bohaterowie
- Sheila Webb – młoda stenotypistka
- panna Millicent Pebmarsh – niewidoma właścicielka domu, w którym znaleziono ciało
- Colin Lamb – pracownik kontrwywiadu, współpracujący z policją, w większości rozdziałów wypowiada się w pierwszej osobie
- inspektor Hardcastle – policjant prowadzący śledztwo
- Hercules Poirot – słynny detektyw, zaangażowany w zbrodnię. Nie jest głównym bohaterem w powieści, lecz jego wskazówki i praca „małych szarych komórek”, jak zawsze doprowadzają do rozwiązania śledztwa.
- Catherine Martindale – surowa szefowa biura Cavendish
- Edna Brent – młoda stenotypistka, wyraźnie jest w posiadaniu ważnych informacji
- Sąsiedzi panny Pebmarsh: pani Ramsay, pani Hemming, państwo Bland, państwo Waterhouse, państwo McNaughton.

## Opis fabuły

### Zawiązanie akcji
Rzecz dzieje się na początku lat sześćdziesiątych w Anglii. Do Biura Stenografii i Maszynopisania Cavendish trafia nietypowe zlecenie. Panna Millicent Pebmarsh – samotna, niewidoma dama prosi o przysłanie stenotypistki, koniecznie Sheili Webb. Pozostawia też instrukcje dla dziewczyny na wypadek, gdyby w domu nikogo nie było. Sheila postępując według nich odkrywa zwłoki starszego mężczyzny. Po wszczęciu śledztwa wychodzi na jaw, że w rzeczywistości to nie panna Pebmarsh zadzwoniła do biura i nie ma pojęcia, skąd ciało wzięło się w jej domu. Nie udaje się też ustalić tożsamości ofiary. Dodatkową zagadkę stanowią zegary, które stanęły o tej samej godzinie. Sprawa wydaje się być niezwykle tajemnicza, pojawiają się kolejne ofiary. W końcu młody policjant Colin Lamb postanawia zaangażować w sprawę Herkulesa Poirot. Po zapoznaniu się ze wszystkimi informacjami dotyczącymi sprawy stwierdza on, że skoro zbrodnia wydaje się skomplikowana, w rzeczywistości musi być bardzo prosta. Wystarczy tylko więcej uwagi poświęcić sąsiadom panny Pebmarsh...

### Rozwiązanie
Mordercami okazują się być państwo Bland oraz panna Martindale (podczas śledztwa wyszło na jaw, że panna Martindale jest siostrą pani Bland).
Po śmierci pierwszej żony, pan Bland ponownie się ożenił. Pewnego dnia przyszedł list z wiadomością, że zmarła pani Bland odziedziczyła spadek po krewnym. Pieniądze mimo wszystko prawdopodobnie udałoby się otrzymać, jednak prawnik z Kanady, który zajmował się testamentem, chciał osobiście zobaczyć się ze spadkobierczynią. Gdyby doszło do spotkania, prawnik dowiedziałby się, że kobieta nie żyje, a cały spadek by przepadł. Aby do tego nie dopuścić, pan Bland wraz ze swoją obecną żoną i panną Martindale uknuli intrygę. Zabili mężczyznę, a wszystkie ślady mogące przyczynić się do jego identyfikacji zniszczyli lub wyrzucili. Panna Martindale zeznała, że panna Pebmarsh zadzwoniła do niej o 13.49. Sądziła, że jest sama w biurze, więc nie obawiała się, że ktoś odkryje jej kłamstwo. Jednak Edna, która popsuła sobie but na kracie przy biurze, wróciła wcześniej niż planowała, dokładnie w momencie w którym telefon rzekomo miał zadzwonić. Zrozumiała, że cała historia o telefonie od panny Pebmarsh została zmyślona. Po zakończeniu rozprawy próbowała porozmawiać z inspektorem Hardcastle’em, jednak jej się to nie udało. Postanowiła więc zgodnie z udzieloną jej radą zadzwonić na policję z budki telefonicznej. Panna Martindale weszła tam za nią i udusiła dziewczynę jej własnym szalem. Zginąć musiała też kobieta podająca się za żonę ofiary, gdyż istniało ryzyko, że do wszystkiego się przyzna lub będzie próbowała szantażować zleceniodawców. Zegary nie miały większego znaczenia, była to improwizacja kodu do sejfu zaczerpnięta z jednej z książek, mająca jedynie utrudnić śledztwo.
Pani Bland ostatecznie przyznaje się do wszystkiego, a Colin poślubia Sheilę. Millicent Pebmarsh okazuje się matką Sheili i w dodatku poszukiwanym agentem komunistycznym. Colin Lamb odkrywa jej tożsamość i pozwala jej uciec, jednak ona nie korzysta z jego oferty i daje się aresztować.